# Teorema de los ejes perpendiculares

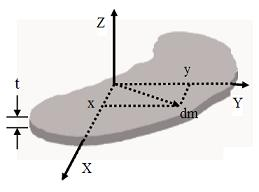
Ejes de referencia para relacionar entre sí los momentos de inercia de una placa plana

En la física, el teorema de los ejes perpendiculares se puede utilizar para determinar el momento de inercia de un objeto rígido que se encuentra totalmente dentro de un plano, alrededor de un eje perpendicular al plano, dado los momentos de inercia del objeto sobre dos ejes perpendiculares que se encuentran dentro del plano. Todos los ejes deben pasar a través de un único punto en el plano.
Definimos los ejes perpendiculares {\displaystyle x,y} y {\displaystyle z} (Que se reúnen en origen {\displaystyle O\,}) De manera que el cuerpo se encuentra en el plano {\displaystyle xy}, y el eje {\displaystyle z} es perpendicular al plano del cuerpo. Hacemos Ix, Iy y Iz momentos de inercia alrededor del eje x, y, z, respectivamente, el teorema del eje perpendicular establece que:
{\displaystyle I_{z}=I_{x}+I_{y}\,}
Esta regla se puede aplicar con el teorema de los ejes paralelos y la regla de estiramiento para encontrar momentos de inercia para una variedad de formas. 
Si un objeto plano (o prisma, por la regla de estiramiento ) tiene simetría de rotación de tal manera que {\displaystyle I_{x}}e {\displaystyle I_{y}}son iguales, entonces el teorema de los ejes perpendiculares proporciona la relación útil:
{\displaystyle I_{z}=2I_{x}=2I_{y}\,}

## Demostración
Trabajando en coordenadas cartesianas, el momento de inercia del cuerpo plano sobre el eje {\displaystyle z} está dado por:
{\displaystyle I_{z}=\int (x^{2}+y^{2})\,dm=\int x^{2}\,dm+\int y^{2}\,dm=I_{y}+I_{x}}
En el plano, {\displaystyle z=0}, por lo que estos dos términos son los momentos de inercia sobre los ejes {\displaystyle x} e {\displaystyle y} respectivamente, lo que da como resultado el teorema del eje perpendicular. El inverso de este teorema también se deriva de manera similar.
Nótese que {\displaystyle \int x^{2}\,dm=I_{y}\neq I_{x}} porque en {\displaystyle \int r^{2}\,dm}, {\displaystyle r} mide la distancia desde el eje de rotación, por lo que para una rotación en el eje y, la distancia de desviación desde el eje de rotación de un punto es igual a su coordenada x.